# Thunbergia grandiflora
A tumbérgia-azul (Thunbergia grandiflora) é uma planta do gênero thunbergia da família Acanthaceae. É uma trepadeira bastante rústica e ornamental.

## Características
Possui flores de coloração azul, cujo tom é bem próximo ao lilás, que surgem durante todo o ano, porém mais costumeiramente na primavera e no verão. As flores são grandes, campanuladas e solitárias. Há a inflorescência de poucas flores, brancas ou azuladas cujo centro é amarelo.
As folhas têm aspecto verde, oval, de bordas dentadas e irregulares. A planta tem boa velocidade de crescimento, além de ser opção para cobrir pérgolas, arcos e caramanchões. Também se adapta a muros, grades e cercas. As flores são atrativas às abelhas mamangavas.
É necessário cultivá-la sob pleno sol em solo fértil, enriquecido com matéria orgânica, precisando de regas regulares. As adubações periódicas que contenham farinha de ossos estimulam uma intensa floração. Suporta bem o frio subtropical e se multiplica por estaquia.
Tem origem na Índia e sua altura varia de 4,7 a 6,0 metros. Também é chamada popularmente de Azulzinha.